# Liparis dubius
Liparis dubius är en fiskart som beskrevs av Soldatov, 1930. Liparis dubius ingår i släktet Liparis och familjen Liparidae. Inga underarter finns listade i Catalogue of Life.